# The Mystery of Thor Bridge
Pour plus de détails, voir Fiche technique et Distribution.
The Mystery of Thor Bridge est un film britannique réalisé par George Ridgwell, sorti en 1923.

## Synopsis
Sherlock Holmes enquête sur la mort de Mme Gibson, que l'on a retrouvée tuée sur un pont, et pour laquelle on accuse Miss Dunbar.

## Fiche technique
- Titre original : The Mystery of Thor Bridge
- Réalisation : George Ridgwell
- Scénario : Geoffrey H. Malins et Patrick L. Mannock, d'après la nouvelle Le Problème du Pont de Thor d'Arthur Conan Doyle
- Direction artistique : Walter W. Murton
- Photographie : Alfred H. Moise
- Montage : Challis N. Sanderson
- Société de production : Stoll Picture Productions
- Société de distribution : Stoll Picture Productions
- Pays de production :  Royaume-Uni
- Langue originale : anglais
- Format : noir et blanc — 35 mm — 1,37:1 — Film muet
- Genre : Film policier
- Durée : deux bobines
- Date de sortie :
  - Royaume-Uni :mars 1923

## Distribution
- Eille Norwood : Sherlock Holmes
- Hubert Willis : Docteur Watson
- A.B. Imeson : M. Gibson
- Violet Graham : Miss Dunbar
- Noel Grahame : Mme Gibson
- Harry Worth : l'inspecteur
- Madame d'Esterre
- Colin Kent
- Tom Coventry
- Charles Vane
- Irene Ridgwell